# Csanád Szegedi
Csanád Szegedi (Miskolc, 22 settembre 1982) è un politico ungherese.
È stato membro del Movimento per un'Ungheria Migliore, partito di estrema destra, fino al 2012, anno della scoperta delle proprie origini ebraiche.

## Biografia
Nel 2012 Szegedi scoprì di avere origini ebraiche e che molti suoi antenati erano morti nel campo di concentramento di Auschwitz e si convertì all'ebraismo; a seguito di ciò e di alcune forti pressioni interne, lasciò il partito. Ciononostante, il politico dichiarò di credere ancora nei medesimi valori conservatori in cui credeva in precedenza e non lasciò il parlamento europeo.